# Habruck (Gemeinde Weinzierl)
Habruck ist eine Ortschaft und eine Katastralgemeinde der Gemeinde Weinzierl am Walde im Bezirk Krems-Land in Niederösterreich.

## Geografie
Das Dorf befindet sich südlich der Landesstraße L78 in einer aussichtsreichen Lage über dem Südabfall des Waldviertels. Durch den Ort führen die L7126 und die L7158, erstere verläuft von Habruck durch das Mieslingtal bis zur Donau Straße in Spitz. Im Nordwesten erhebt sich die Habruckbreiten (742 m ü. A.), aus welcher der Bengelbach (früher auch Döpperbach) entspringt, der zwischen Mühldorf und Elsarn in den Spitzer Bach einläuft.

## Geschichte
Bereits im 14. Jahrhundert wurde Habruck als Dorf bezeichnet, in dem die Herren von Ranna begütert waren. Rumhart von Ranna machte 1339 mit einem halben Pfund Pfenning gemeiner Wiener Münze, »daß do leit auf einem lechen dacz Harbrucke oben in dem dorf« in der Pfarre Heinrichschlag, sowie mit anderen in der Nähe gelegenen Besitzungen eine Stiftung in der Kirche zu Ranna. Bis 1362 gehörte Habruck zu Artstetten und kam dann an die Herren von Neidegg, die es mit Elsarn vereinigten. Spätestens im 15. Jahrhundert hat hier auch das Stift Melk Lehen erworben und weiter vergeben. So 1523 und 1531 an Hans von Neidegg und 1588 an Helmhard Freiherrn von Jörger. 1644 gehörte Habruck dem Kloster Ranna, 1703 kauften Maximiliana, die Witwe des Grafen Adolf Michael Thomas von Sinzendorf, und Otto Ferdinand Graf von Hohenfeld die Ämter Habruck, Elsarn, Vießling, Pöbring, Schwarzenau und Oberndorf. 1729 gelangten die drei erstgenannten Ämter an Johann
Warmud Grafen von Preysing. Die finanzielle Lage der Familie von Preysing erzwang 1755 den Verkauf von Habruck an Maria Anna von Lempruck, geb. von Mückenburg, der 1784 die Brüder Franz, Karl und Caspar von Lempruck als Besitzer folgten. Im Jahr 1797 ist Habruck bereits k. k. Patrimonialgut und wurde mit Artstetten vereinigt, das bis 1848 auch die Grundherrschaft ausübte. Im Jahr 1850 konstituierte sich Habruck mit den angeschlossenen Katastralgemeinden Himberg zur politischen Gemeinde. Laut Adressbuch von Österreich waren im Jahr 1938 in der Ortsgemeinde Habruck ein Schneider, ein Viehhändler und mehrere Landwirte mit Ab-Hof-Verkauf ansässig. Die ehemalige Gemeinde umfasste neben Habruck noch die Dörfer Himberg und Wolfenreith sowie die Rotte Neusiedl. Alle Orte wurden in den späten 1960ern nach Weinzierl am Walde eingemeindet.